# Posle kraja
Posle kraja je treći studijski album srpskog rok benda S vremena na vreme. Objavljen je 1995. godine u izdanju diskografske kuće ITMM. Na ovom albumu se nalazi deset pesama, Marija Mihajlović je bila specijalni gost kao vokal na pesmi „Spavaj”. 

## Spisak pesama
1. Povratna Karta 	3:39
2. Kao Ja I Kao Ti 5:52
3. Tavan 	        5:46
4. Moja Stara I Ja 4:16
5. Sunce Iza Grada 5:41
6. Maskenbal       3:51
7. Spavaj 	        5:34
8. A Ja?           3:56
9. Kad Nestanem 	5:01
10. Da Li Veruješ   4:14

## Postava
- Asim Sarvan – vokal
- Ljubomir Ninković – gitara, vokal
- Miomir Đukić – gitara
- Vojislav Đukić – bas
- Čedomir Čeda Macura – bubnjevi
- Aleksandar Saša Lokner – klavijature

## Spoljašnje veze
- Janjatović, Petar (2003). Ex YU rock enciklopedija. Beograd: Čigoja štampa.  137175308.